# 米洛什·特奥多西奇

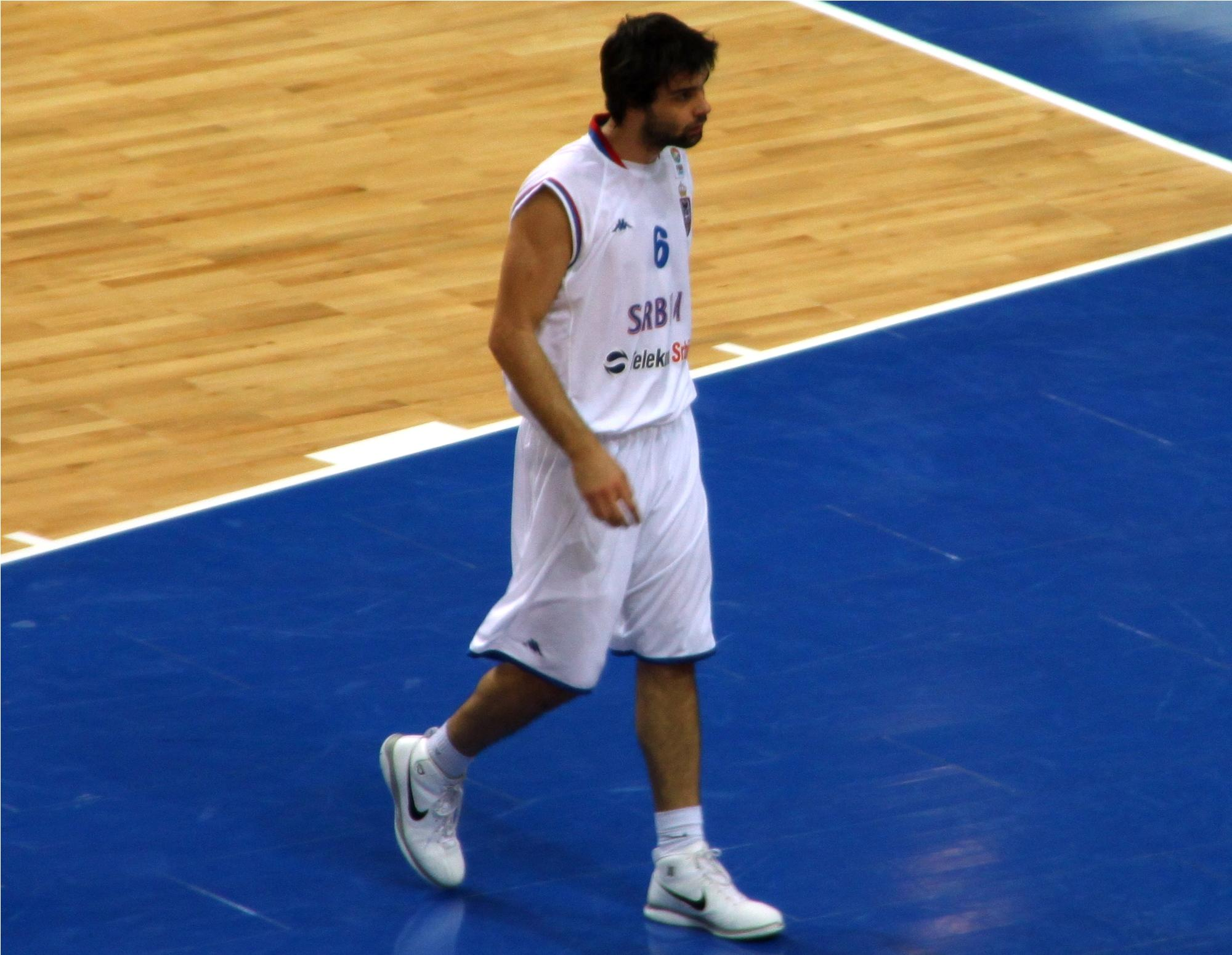
特奥多西奇

米洛什·特奥多西奇（羅馬化：Miloš Teodosić，1987年3月19日—），出生于南斯拉夫联邦共和国塞尔维亚瓦列沃，身高1.96米，塞爾維亞職業籃球運動員，绰号欧洲魔术师。目前效力於NBA聯盟洛杉磯快艇，曾效力於欧洲顶级俱乐部莫斯科中央陆军篮球俱乐部。2010年9月8日，在塞尔维亚与卫冕冠军西班牙的世锦赛四分之一决赛中，在比赛最后3.1秒时的投中超远距离三分绝杀，幫助塞尔维亚以92-89击败了世锦赛卫冕冠军西班牙，在南斯拉夫联盟（塞尔维亚与黑山）解体后，塞尔维亚队再一次进入世锦赛四强。2014年男篮世界杯再次率领塞尔维亚队进入四强。曾在2010年被選為歐洲籃球聯賽最有價值球員。
特奥多西奇被譽為歐洲第一控球後衛。是一名天才型的控球後衛，有絕佳的傳球視野及精準的三分外線，關鍵時刻更是球隊倚賴的對象，他常被拿來與西班牙金童瑞奇·卢比歐做比較，但其投籃能力遠在卢比歐之上，年紀輕輕就被認為是國家隊的主力棟樑。特奥多西奇自2004年展開职业生涯，曾效力過四支球队。2007年当选歐洲U20籃球錦標賽最有價值球員，2016年夺得歐洲籃球聯賽總冠軍，三次入选歐洲籃球聯賽最佳阵容第一隊，三次入选歐洲籃球聯賽最佳阵容第二隊，兩次獲选希腊盃最有價值球員，兩次当选VTB联赛季后赛最有價值球員，2010年當選FIBA欧洲年度最佳球员，2016年当选歐洲年度籃球員。
2017年7月11日，洛杉矶快船官方宣布，正式签下特奥多西奇。10月22日，特奥多西奇在对上鳳凰城太阳的比赛中左脚受伤提前离场。10月23日，洛杉矶快船官方宣布，特奥多西奇经过核磁共振检查确定左脚足底筋膜炎，将会无限期休战。

## 職業生涯

### 奧林匹亞高斯（2007-11）
2007年，特奥多西奇與希腊的奧林匹亞高斯籃球俱樂部簽署了一個為期五年的合同，並代表奧林匹亞高斯參加了希臘籃球甲級聯賽。不过直到在歐洲籃球錦標賽上大放异彩後特奥多西奇才成为球队的主力，並很快就让人们見识到了他的实力，在夺得了一月份的本月最佳球员之后，他已经成为了奥林匹亚高斯籃球俱乐部的核心球員。
在的2009–10歐洲籃球聯賽賽季中，特奧多西奇場均能夠取得13.4 分、2.5 個籃板、4.9 次助攻以及職業生涯最高的1.8 次抄截，效率值达到了17.1，在所有球员中位列第二名，對球隊起了十分關鍵的作用，並幫助奧林匹亞高斯進入歐洲籃球聯賽四強，虽然在決賽中遗憾的败给了巴塞隆納籃球俱樂部，但是特奥多西奇却收获了自己的荣誉。賽季結束後，特奥多西奇被評選為歐洲籃球聯賽最佳阵容第一隊，並於2010年5月8日由官方宣布獲選為2010年歐洲籃球聯賽最有價值球員。

### 洛杉磯快艇（2017-2019）
2017年7月10日，特奧多西奇與洛杉磯快船簽約。在熱身賽期間，特奧多西奇在經過幾場比賽以後被證明是聯盟的精英之一。2017年10月19日，特奧多西奇在快艇對上洛杉磯湖人的比賽中首次亮相，並貢獻了6分6次助攻。在10月23日對上菲尼克斯太陽的第二場比賽中，特奧多西奇在比賽中因左腳足底筋膜炎而提前離場，由於這種傷的恢復時間難以預測，因此快艇隊宣布特奧多西奇将会无限期休战。
2017年12月12日，快艇對上多倫多暴龍。先前因左腳足底筋膜炎而無限期休戰的特奧多西奇重新回歸賽場，並為球隊發揮了極大的貢獻，一路緊追著暴龍，第四節最後一分鐘雙方僅有1分差。特奧多西奇在比賽剩下40.5秒時轟進關鍵三分球，幫助快艇以96-91後來居上擊退暴龍，取得2連勝。
2019年2月7日，他被快艇放棄。

## 職業生涯數據

### 歐洲聯賽常规賽數據統計
| 賽季     | 球隊           | 出賽 | 先發 | 平均上場時間(分鐘) | 投籃命中率(%) | 三分球命中率(%) | 罰球命中率(%) | 平均籃板 | 平均助攻 | 平均抄截 | 平均阻攻 | 平均得分 |
| -------- | -------------- | ---- | ---- | ------------------ | ------------- | --------------- | ------------- | -------- | -------- | -------- | -------- | -------- |
| 2007–08  | 奧林匹亞高斯   | 23   | 7    | 19.5               | 39.6          | 27.3            | 83.3          | 2.1      | 2.0      | 0.7      | 0.0      | 5.2      |
| 2008–09  | 奧林匹亞高斯   | 17   | 10   | 14.6               | 33.3          | 35.3            | 100.0         | 0.9      | 1.7      | 0.5      | 0.0      | 3.3      |
| 2009–10  | 奧林匹亞高斯   | 22   | 21   | 30.2               | 48.9          | 42.6            | 89.2          | 2.5      | 4.9      | 1.8      | 0.2      | 13.4     |
| 2010–11  | 奧林匹亞高斯   | 18   | 16   | 25.5               | 32.7          | 29.0            | 89.8          | 2.7      | 3.6      | 0.7      | 0.1      | 10.9     |
| 2011–12  | 莫斯科中央陸軍 | 22   | 20   | 26.5               | 43.2          | 36.1            | 82.7          | 2.7      | 5.0      | 0.6      | 0.0      | 10.4     |
| 2012–13  | 莫斯科中央陸軍 | 30   | 29   | 29.7               | 45.7          | 37.7            | 82.3          | 2.8      | 4.9      | 1.0      | 0.1      | 12.7     |
| 2013–14  | 莫斯科中央陸軍 | 23   | 16   | 24.9               | 40.6          | 34.7            | 92.7          | 2.5      | 4.0      | 0.5      | 0.0      | 10.7     |
| 2014–15  | 莫斯科中央陸軍 | 24   | 8    | 28.2               | 43.1          | 40.5            | 86.6          | 2.8      | 7.0      | 0.8      | 0.0      | 14.8     |
| 2015–16† | 莫斯科中央陸軍 | 29   | 0    | 26.8               | 46.8          | 42.8            | 88.4          | 2.7      | 5.7      | 0.9      | 0.0      | 16.1     |
| 2016–17  | 莫斯科中央陸軍 | 29   | 6    | 27.6               | 44.4          | 38.1            | 89.7          | 2.1      | 6.8      | 0.6      | 0.0      | 16.1     |
| 生涯     |                | 237  | 133  | 25.8               | 43.2          | 37.6            | 87.7          | 2.4      | 4.8      | 0.8      | 0.0      | 11.3     |

## 外部連結
- 特奥多西奇在fiba.basketball（英语）
- 特奥多西奇在archive.fiba.com（存檔）（英语）
- 特奥多西奇在NBA官網（英语）
- 特奥多西奇在歐洲籃球聯賽官網（英语）
- 特奥多西奇在VTB聯賽官網（英语）
- 特奥多西奇在俄羅斯籃球協會官網（俄语）
- 特奥多西奇在意大利篮球甲级联赛官網（意大利语）
- 特奥多西奇在亞得里亞海聯賽官網（英语）
- 特奥多西奇在Basketball-Reference.com（NBA）（英语）
- 特奥多西奇在Basketball-Reference.com（國際）（英语）
- 特奥多西奇在ESPN（NBA）（英语）
- 特奥多西奇在Eurobasket.com（球員）（英语）
- 特奥多西奇在Proballers（英语）
- 特奥多西奇在RealGM（球員）（英语）
- 特奥多西奇在Olympics.com（英语）
- 特奥多西奇在Olympedia（英语）
- 特奥多西奇在Olympic Committee of Serbia（塞尔维亚语）
- 米洛什·特奥多西奇的Facebook專頁

| 奖项与成就            | 奖项与成就                                 | 奖项与成就                |
| --------------------- | ------------------------------------------ | ------------------------- |
| 前任： Ersan İlyasova | FIBA Europe Under-20 Championship MVP 2007 | 繼任： Miroslav Raduljica |